# Pycnanthemum tenuifolium
Espèce
Pycnanthemum tenuifolium, le Pycnanthème à feuilles étroites, est une espèce de plantes à fleurs de la famille des Lamiaceae originaire d'Amérique du Nord.

## Répartition
Québec, Ontario, est et centre des États-Unis.

## Systématique
Le nom correct complet (avec auteur) de ce taxon est Pycnanthemum tenuifolium Schrad..
Ce taxon porte en français le nom vernaculaire ou normalisé suivant : Pycnanthème à feuilles étroites.
Pycnanthemum tenuifolium a pour synonyme :
- Pycnanthemum tenuifolium var. lawrencei F.Seym.